# SpotPass y StreetPass
SpotPass (いつの間に通信 Itsunomani Tsūshin?) y StreetPass (すれちがい通信 Surechigai Tsūshin?) son sistemas de comunicación introducidos por primera vez en la consola de videojuegos Nintendo 3DS. SpotPass se incorporó posteriormente a las consolas Nintendo 2DS, los modelos New 3DS y New 2DS y Wii U. SpotPass entrega contenido de Internet a las consolas y StreetPass utiliza la funcionalidad Wi-Fi local para intercambiar datos entre sistemas 3DS.

## SpotPass
SpotPass es un sistema de conectividad en segundo plano "siempre activo" de Nintendo 3DS y Wii U, similar a cómo funcionaba originalmente su predecesor WiiConnect24 con Wii, que puede buscar y conectarse automáticamente a nodos de red inalámbrica como puntos de acceso Wi-Fi, enviando y descargando información en segundo plano mientras está en modo de suspensión, mientras se juega o se ejecuta una aplicación. Se puede personalizar para adaptarlo a las preferencias del usuario, incluida la exclusión voluntaria del software seleccionado. Se estaba considerando que una aplicación utilizaría esta funcionalidad para «adquirir automáticamente artículos de revistas y periódicos», similar a las aplicaciones de lectura de libros electrónicos en red.
El 4 de octubre de 2023, Nintendo anunció que el servicio SpotPass se descontinuaría el 8 de abril de 2024.

### Nintendo 3DS
La conectividad WiFi completa requiere que la Nintendo 3DS esté conectada correctamente a una conexión Wi-Fi a través de su configuración, pero SpotPass se puede obtener de forma automática y pasiva. Cuando se reciben nuevos datos de SpotPass y el sistema está en modo de suspensión, el LED de notificación del sistema se volverá azul y permanecerá azul hasta que el sistema salga del modo de suspensión. Cuando se reciben datos de SpotPass mientras el sistema no está en modo de suspensión, el LED de notificación parpadeará en azul varias veces antes de volver a apagarse. Durante la Game Developers Conference de 2011, el presidente de Nintendo of America, Reggie Fils-Aimé, anunció una asociación con AT&T para brindar acceso a los puntos de acceso de AT&T a través de la Nintendo 3DS. Los usuarios podían conectarse a estos puntos de acceso de forma automática y gratuita. SpotPass también utiliza puntos de acceso certificados para acceder a una aplicación llamada Nintendo Zone. En la aplicación Nintendo Zone, los usuarios pueden ver avances de videojuegos, capturas de pantalla de videojuegos e información sobre títulos actuales y futuros de Nintendo 3DS. Después de abandonar el punto de acceso, aunque la aplicación permanece en su sistema Nintendo 3DS, el jugador no puede acceder a ella.

### Wii U
De manera similar a la funcionalidad SpotPass más claramente móvil de Nintendo 3DS, la función SpotPass en Wii U permite que el sistema descargue automáticamente contenido disponible a través de Internet en segundo plano, mientras el sistema está en uso o en modo de suspensión. Cuando el sistema transmite mientras está en modo de suspensión, la luz del sistema se volverá naranja. El contenido que se puede descargar a través de SpotPass incluye descargas completas de videojuegos y aplicaciones, actualizaciones de firmware, parches y contenido específico de videojuegos. El contenido que se está descargando actualmente se puede ver en el Administrador de descargas, al que se accede a través del menú de inicio de Wii U.

## StreetPass
StreetPass es una funcionalidad de Nintendo 3DS que permite la comunicación pasiva entre sistemas Nintendo 3DS cercanos; un ejemplo es compartir avatares Mii en la aplicación Plaza Mii de StreetPass y otros datos del videojuego. Al igual que SpotPass en Nintendo 3DS, cuando se reciben nuevos datos de StreetPass y el sistema está en modo de suspensión, el LED de notificación del sistema se volverá verde y permanecerá verde hasta que el sistema salga del modo de suspensión; Cuando se reciben datos de StreetPass mientras el sistema no está en modo de suspensión, el LED de notificación parpadeará en verde varias veces antes de volver a apagarse.
StreetPass permite a los usuarios intercambiar contenido de software de videojuegos seleccionados jugados en sus sistemas, independientemente del software que esté actualmente en la consola. La funcionalidad StreetPass debe activarse para cada software compatible y puede desactivarse mediante controles parentales. El contenido actualmente compartido se almacena en una de las doce «ranuras de datos» de la consola. Usando esta ranura de datos, los usuarios de Nintendo 3DS pueden compartir e intercambiar fácilmente contenido para múltiples videojuegos al mismo tiempo, siempre que estén conectados. Usando la conectividad en segundo plano de la consola, una Nintendo 3DS en modo de suspensión puede descubrir automáticamente otros sistemas Nintendo 3DS dentro del alcance, establecer una conexión e intercambiar contenido para videojuegos jugados mutuamente, todo de forma transparente y sin necesidad de intervención del usuario. Por ejemplo, en Rhythm Heaven Megamix, si el usuario pasa junto a alguien con el mismo software, se enfrentará a un desafío de duelo de lucha de figuras. Cada videojuego solo puede albergar una cierta cantidad de intercambios de StreetPass, lo que requiere que el jugador revise el videojuego antes de que se puedan realizar intercambios adicionales (por ejemplo, Plaza Mii de StreetPass solo puede albergar diez visitantes a la vez).
Los registros de marcas comerciales sugirieron que esta funcionalidad podría haberse llamado «CrossPass», pero el 29 de septiembre de 2010, durante una conferencia de Nintendo, se confirmó que el nombre del servicio Tag Mode era StreetPass.

### Plaza Mii de StreetPass
Plaza Mii de StreetPass es una aplicación integrada incluida en todos los dispositivos de la familia Nintendo 3DS y es la aplicación principal para la interactividad de StreetPass. Aquí, los jugadores pueden configurar su Mii para que aparezca en otros dispositivos 3DS que encuentre a través de StreetPass. Se pueden llevar hasta diez Miis a la plaza a la vez y participar en varios minijuegos. Todos los minijuegos permiten a los jugadores usar «monedas de juego» en lugar de StreetPass para obtener Miis visitantes. En la mayoría de los minijuegos, los Miis obtenidos con monedas de juego son gatos o perros que simplemente tienen el cuerpo de un Mii y pueden tener cualquier color, género o tipo de cuerpo como un Mii normal.

### Repetidor de StreetPass
El servicio «Repetidor de StreetPass» (en inglés, «StreetPass Relay») se anunció durante una sesión informativa con analistas en la E3 2013, donde Nintendo anunció que estaba creando miles de nuevas estaciones de repetidores de StreetPass en Estados Unidos y Europa. Nintendo planeaba convertir 29 000 puntos de acceso Wi-Fi en repetidores en Estados Unidos, mientras que en Europa se implementarían aproximadamente 30 000. Con esta red, Nintendo pretendía mejorar enormemente la funcionalidad de la 3DS y permitir a los jugadores encontrar más Miis en su Plaza Mii de StreetPass. Estaba impulsado por las tecnologías en la nube Hbase, Puppet, Fluentd y Amazon Web Services.
Los puntos de repetidores de StreetPass estaban ubicados en las Nintendo Zone de todo el país. Cuando un usuario de Nintendo 3DS se acercaba a un punto de repetición de StreetPass, automáticamente reenviaba sus datos de StreetPass a los servidores de Nintendo, que los almacenaban temporalmente para pasárselos al siguiente usuario de Nintendo 3DS que pasara por el mismo punto de repetición. Los servidores de Nintendo realizaron un seguimiento de cada punto de repetición mediante la dirección MAC del nodo. Los puntos de repetidores de StreetPass admitían datos de StreetPass para varios videojuegos cada vez que pasaba un usuario de Nintendo 3DS. Esto significaba que el usuario podía obtener datos de StreetPass para varios videojuegos a la vez.
El 28 de marzo de 2018, se cerraron los repetidores de StreetPass en todo el mundo, con la excepción de la tienda Nintendo en la ciudad de Nueva York y la tienda Best Buy en Canadá.